# Karel Bernreiter
Karel Bernreiter (2. června 1867 Praha – 8. května 1928 na palubě parníku Kumanovo v Jaderském moři) byl česko-americký podnikatel, vyučený natěrač a malíř pokojů dlouhodobě žijící a působící v Clevelandu ve Spojených státech amerických, člen vídeňského a clevelandského Sokola, významný člen zdejší sekce tzv. Prvního československého odboje, který diplomatickými prostředky usiloval o vznik samostatného Československa. Od roku 1916 působil jako předseda Českého národního sdružení v Českém komitétu zahraničním.

## Život

### Mládí
Narodil se v Praze v rodině železářského úředníka. Ve věku jeho čtyř let jeho otec zemřel a on byl i se třemi dalšími sourozenci poslán bydlet k jejich tetě do Chebu. Po vychození obecné školy se vyučil malířem pokojů a natěračem. V osmnácti letech pak odešel za pracovní zkušeností do Vídně, hlavního města rakousko-uherské monarchie, kde žila rozsáhlá komunita tzv. Vídeňských Čechů. Zde se Bernreiter zapojil do spolkového života: byl členem zdejšího Sokola, účastnil se vlasteneckých setkání, působil v ochotnickém spolku. Rovněž se zde v těchto kruzích seznámil se svou budoucí ženou, služebnou Růženou Plevkovou, původem z Todně u Trhových Svinů v jižních Čechách. Sňatek spolu uzavřeli roku 1890.

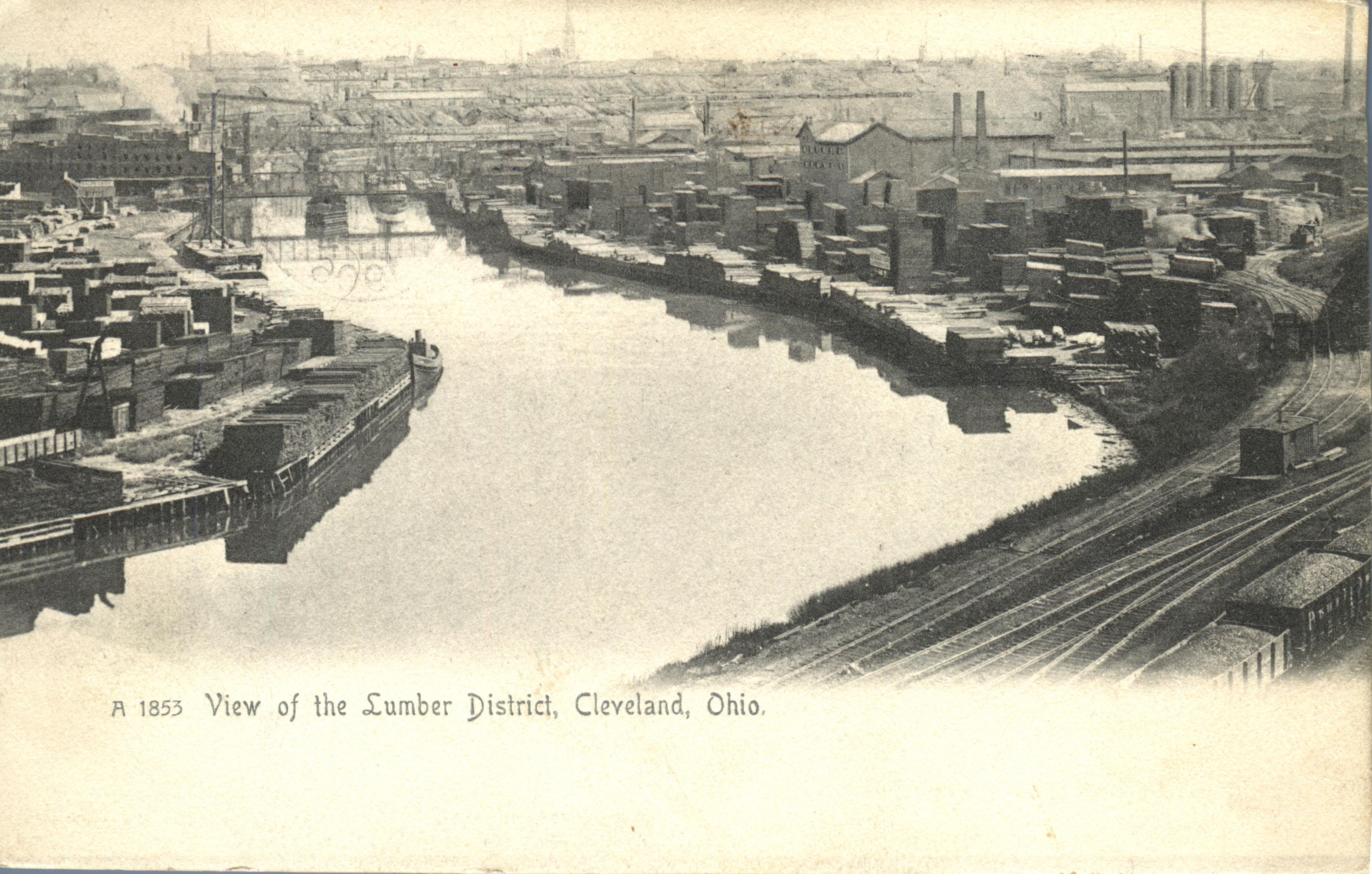
Předměstí Clevelandu, Ohio okolo roku 1900

### V USA
Roku 1895 se manželé rozhodli přestěhovat do Spojených států, konkrétně do Clevelandu ve státě Ohio, městě s krajanskou komunitou Čechů a Slováků čítající okolo 30 tisíc lidí. Karel Bernreiter zde navštěvoval (patrně i s manželkou) čtyřletou večerní školu pro osvojení si angličtiny, posléze zde byl zaměstnáván jako natěrač, pokojový malíř či tapetář. Od roku 1910 pak vedl vlastní natěračský obchod s prodejem barev a tapet. I zde se jakožto čeští vlastenci Bernreiterovi rovněž zapojil do života a struktur české komunity v Clevelandu, mj. zdejší jednota Sokola, svobodomyslného hnutí a jiných.

### První československý odboj
Po vypuknutí první světové války roku 1914 se Bernreiter začal angažovat při vzniku českého krajanského podpůrného spolku, spolupracujícího na sjednocení českých a slovenských krajanů v USA v podpoře aktivit exilové skupiny Tomáše Garrigue Masaryka, Edvarda Beneše a Milana Rastislava Štefánika zasazujících se o vznik samostatného Československa. Po příjezdu Vojty Beneše, bratra Edvarda Beneše, do USA roku 1915, se Bernreiter stal jeho blízkým spolupracovníkem i osobním přítelem. Prostřednictvím podpůrného spolku zajišťoval finanční pomoc aktivitám prvního československého odboje. Nejspíše byl přítomen podepsání tzv. Clevelandské dohody 22. října 1915. Tu po několikaměsíčních vyjednáváních dohodu podepsali 22. října 1915 v Clevelandu zástupci Slovenské ligy Ivan Daxner a Albert Pavol Mamatej a Českého národního sdružení Ludvík Fisher a Josef Tvrzický-Kramer. Dohoda se týkala podmínek spolupráce mezi Čechy a Slováky a vyhlásila společný program s pěti body.

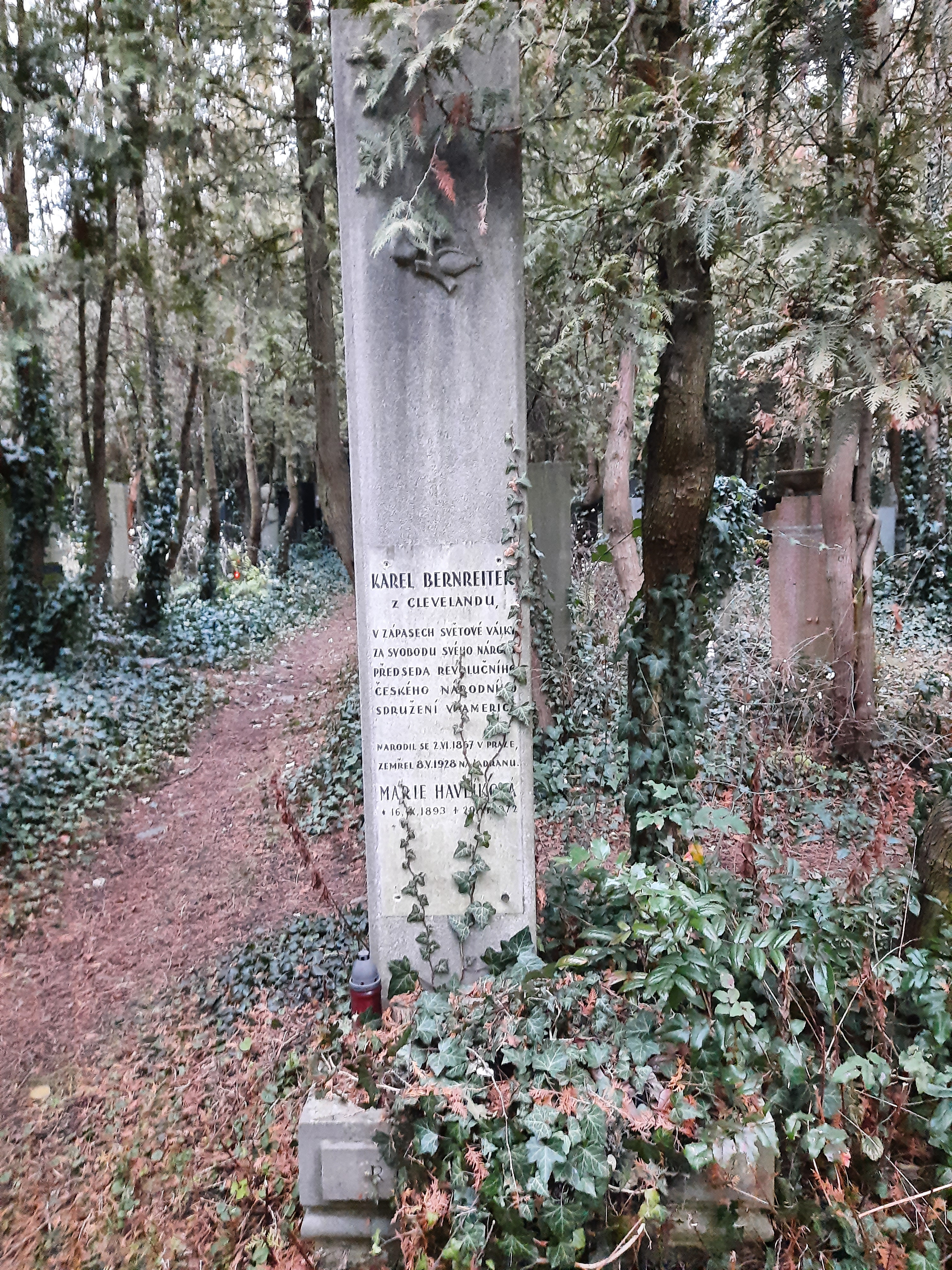
Hrob Karla Bernreitera v urnovém háji Vinohradského hřbitova

V lednu 1916 byl Bernreiter zvolen předsedou Českého národního sdružení, zastřešující česko-americké krajanské organizace snažící se dosáhnout podpory k uznání samostatného československého státu nezávislého na Rakousku-Uhersku. Přítomen byl rovněž při příjezdu T. G. Masaryka do Chicaga 5. května 1918 a připravené přesvědčovací kampani mezi místními Čechy a Slováky na podporu samostatného československého státu.

### Po válce
Po vyhlášení Československa 28. října 1918 a pozdějším skončení první světové války Bernreiter nadále působil v Československé národní radě, mj. s Oldřichem Zlámalem, ve prospěch podpory československo-amerických legionářů. Manželé Bernreiterovi pak ve 20. letech často navštěvovali Československo, především pak Trhové Sviny, rodný kraj Růženy Bernreiterové. Rovněž se oba zúčastnili pražských všesokolských sletů.

### Nemoc a úmrtí
Karel Bernreiter dlouhodobě trpěl revmatismem, mj. způsobeným či posíleným fyzicky náročným natěračským zaměstnáním, a podstupoval tak opakovaně lázeňské a přímořské pobyty. Na jaře 1928 vyjeli manželé Bernreiterovi na krátký ozdravný pobyt na chorvatské pobřeží Jaderského moře. Při zpáteční plavbě na palubě parníku Kumanovo z Dubrovníku do Terstu byl Karel Bernreiter 8. května stižen srdeční zástavou a zemřel zde ve věku 60 let.
Kvůli problematičnosti převozu těla do Československa byly jeho ostatky zpopelněny v krematoriu v italském Udine a přepraveny do ČSR, kde byly pohřbeny v urnovém háji Vinohradského hřbitova.